# آر. ر. براون
آر. ر. براون (بالإنجليزية: R. R. Brown)‏ هو مدرب كرة سلة أمريكي، ولد في 28 نوفمبر 1879 في جوليت في الولايات المتحدة، وتوفي في 24 ديسمبر 1950.